# John Hart
John Lewis Hart (ur. 13 grudnia 1917 w Los Angeles, zm. 20 września 2009 w Rosarito) – amerykański aktor.
8 lutego 1960 otrzymał własną gwiazdę w Alei Gwiazd w Los Angeles znajdującą się przy 6432 Hollywood Boulevard.

## Filmografia

### Filmy
- 1937: Daughter of Shanghai jako marynarz (niewymieniony w czołówce)
- 1938: Korsarz – niewymieniony w czołówce
- 1940: Policja konna Północnego Zachodu jako Constable Norman (niewymieniony w czołówce)
- 1956: Dziesięcioro przykazań jako
- 1963: Co się zdarzyło na Targach Światowych – niewymieniony w czołówce
- 1964: Marnie jako dr Gilliat – minister (niewymieniony w czołówce)
- 1964: Miłość w Las Vegas jako klient kasyna (niewymieniony w czołówce)
- 1965: Cincinnati Kid jako pokerzysta (niewymieniony w czołówce)
- 1968: Gdzie byłeś, gdy zgasły światła? jako policjant (niewymieniony w czołówce)
- 1981: Legenda o samotnym jeźdźcu jako Lucas Striker

### Seriale
- 1953–1955: Kocham Lucy jako Jim Stevens / ratownik / Tom Henderson
- 1957: Strzały w Dodge City jako członek tłumu / klient Longbranch
- 1959: Rawhide jako szczupły
- 1960: Rawhide jako Posseman / Murdoch / Nate Johnson
- 1961: Doktor Kildare jako policjant
- 1961: Rawhide jako szeryf / Prussel / reprezentant jeden / Spence
- 1961–1962: Rawhide jako Narbo
- 1979: Dallas jako komornik / czytnik wiadomości / kelner
- 1980: Dallas jako dr David Rogers / senator Carson
- 1981: Największy amerykański bohater jako Lone Ranger
- 1982: Happy Days jako Lone Ranger